# Shōjo
Lo shōjo (少女? lett. "ragazza") è una categoria di manga indirizzati principalmente a un pubblico femminile, a partire dall'età scolare fino alla maggiore età. Un manga shōjo è tale se in Giappone è stato pubblicato su una rivista a esso dedicata; si tratta, quindi, di una classificazione che avviene in base al target di riferimento e non al genere o allo stile.

## Definizione del termine
In Italia si ritiene erroneamente che uno shōjo sia un qualunque manga o anime che tratti tematiche sentimentali. L'equivoco è generato dal fatto che uno shōjo non è tale per i suoi contenuti, che possono essere di qualunque tipo, ma per il pubblico a cui è indirizzato, cioè quello femminile giovane, che è solitamente ma non esclusivamente attento alle tematiche sentimentali.
All'interno del genere esistono molte altre suddivisioni, che cercano di raggiungere in maniera capillare fasce d'età ristrette (dai dieci ai dodici anni, dai dodici ai quattordici, e così via). I maggiori successi shōjo, comunque, vengono fruiti trasversalmente anche da persone di età maggiore, o anche di sesso maschile.

## Storia
Fino alla fine degli anni sessanta gli shōjo manga sono scritti e disegnati soprattutto da autori uomini, anche molto importanti come Osamu Tezuka; lo scopo principale di questi fumetti era meramente di soddisfare la fetta di mercato delle bambine e la qualità delle opere era spesso molto limitata.
L'affermazione letteraria degli shōjo manga si ha nel corso degli anni 1970 grazie all'ingresso nel mercato dei fumetti di numerose artiste donne, fra cui autrici come Riyoko Ikeda, Moto Hagio e Keiko Takemiya, le quali modificano profondamente tematiche e grafica e introducono un linguaggio visivo molto peculiare e innovativo, caratterizzato da impaginazione libera, ampio uso di elementi grafici simbolici per esprimere gli stati d'animo, decorazioni floreali, e personaggi con fisici eterei e androgini. Inizialmente incentrati su tematiche sentimentali, con ambientazioni europee, personaggi idealizzati e situazioni melodrammatiche, durante gli anni 1970 e 1980 gli shōjo manga ampliano enormemente i loro soggetti, spaziando dall'horror allo sport, dalla fantascienza fino al romanzo storico e al realismo contemporaneo. Nascono inoltre numerosi sottogeneri, alcuni dei quali esclusivi di questo target e particolarmente fiorenti come il mahō shōjo (opere a carattere fantastico) e gli shōnen'ai (opere a sfondo omosessuale maschile).
A partire dagli anni 1990 autrici come Naoko Takeuchi, Moyoco Anno o Kyoko Okazaki hanno preferito una grafica più veloce e volutamente asciutta, lontana dagli idealismi degli shōjo manga classici, nel tentativo di cogliere con maggior efficacia la situazione a loro contemporanea.

### Glishōjoin Italia
Nonostante uno dei primissimi fumetti giapponesi originali pubblicati in Italia, Candy Candy, fosse uno shōjo manga, e malgrado il successo della sua trasposizione anime, come anche quelle di altri noti titoli quali Georgie, Jenny la tennista o Lady Oscar, il genere ha avuto molte difficoltà a imporsi presso il pubblico locale. Ancora a metà degli anni 1990, per esempio, il tentativo di proporre in Italia uno shōjo manga classico ed estremamente celebre quale Caro fratello ebbe un esito sfavorevole nelle vendite, consolidando fra gli editori la convinzione che la pubblicazione di shōjo manga non garantisse un sufficiente ritorno economico.
Nel periodo fra la fine degli anni 1990 e i primi anni 2000 gli  shōjo manga riescono a ritagliarsi con sempre maggiore successo un loro spazio tra il pubblico italiano, grazie soprattutto a titoli di richiamo derivati dalle trasposizioni animate come Sailor Moon: originariamente, le nuove proposte sono perlopiù raccolte sulla rivista Amici, edita da Star Comics, e nonostante il poco interesse anticipato, questa mossa si riversa di gran successo e porta all'attenzione opere pubblicate come serie autonome, tipo Mars, Marmalade Boy e Cortili del cuore. Dagli anni duemila in poi gli shōjo manga si affermano definitivamente anche in Italia, con la traduzione di decine di titoli. 
Tuttavia, dopo i primi 10 anni del XXI secolo, l'attenzione delle grandi case editrici in campo manga verso questo genere di opere comincia a diminuire, al di fuori dei grandi classici, e il genere diventa sempre più appannaggio di case meno conosciute, come Magic Press e Goen, che per le loro dimensioni portano un numero limitato di opere. Una delle ragioni dietro questo calo d'interesse potrebbe essere che le opere di questo genere raramente ottengono una trasposizione animata, e che queste non sortiscono più il richiamo del grande pubblico dopo la decadenza della televisione. Queste opere, in realtà, vengono perlopiù trasposte in live-action, sia in film che drama, creando così un mercato alternativo agli anime.

## Galleria d'immagini

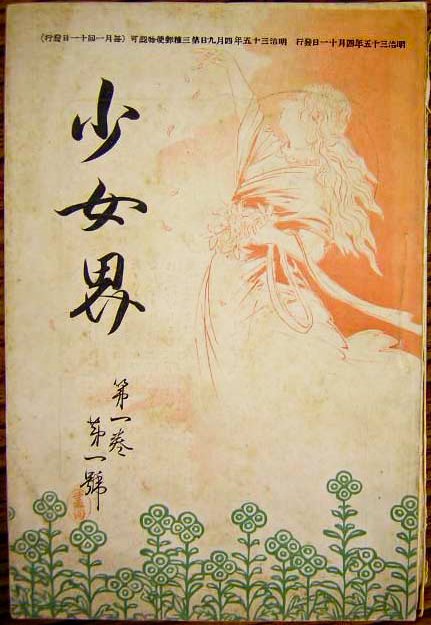
La prima rivista esclusivamente shōjo fu Shōjo-kai, pubblicata per la prima volta nel 1902.
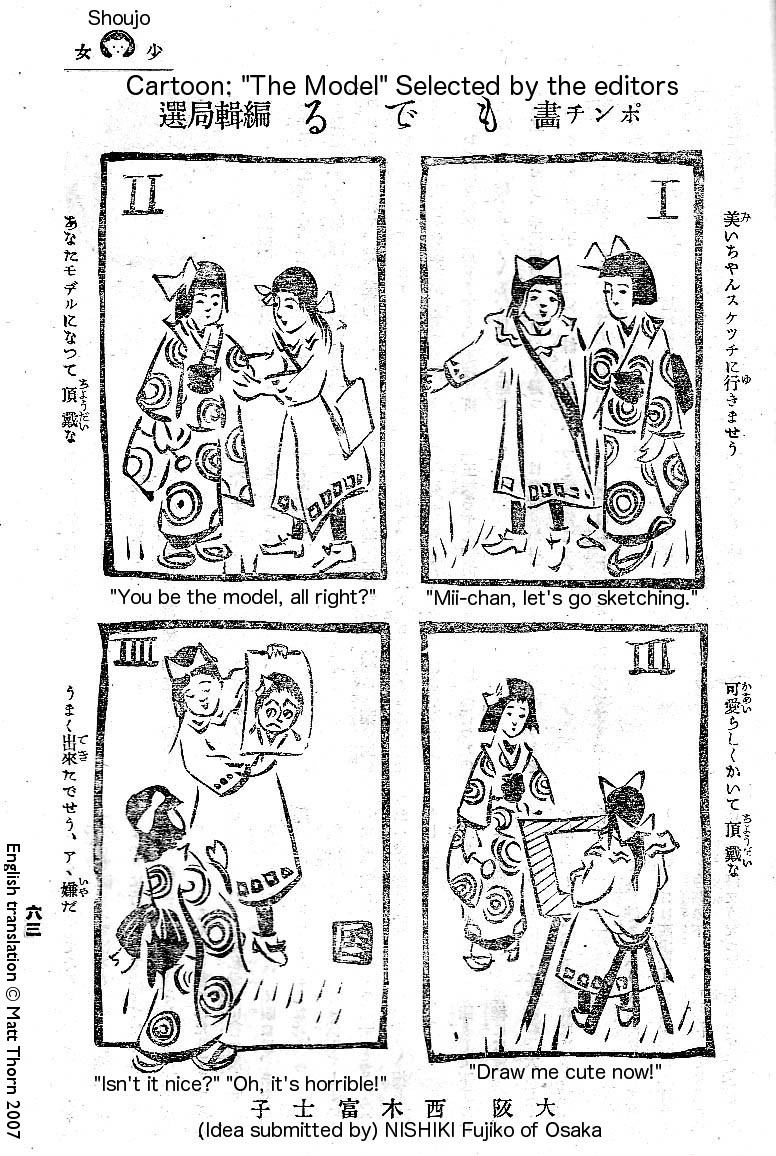
Un manga a quattro vignette tratto dal numero di novembre 1910 di Shōjo (artista sconosciuto).
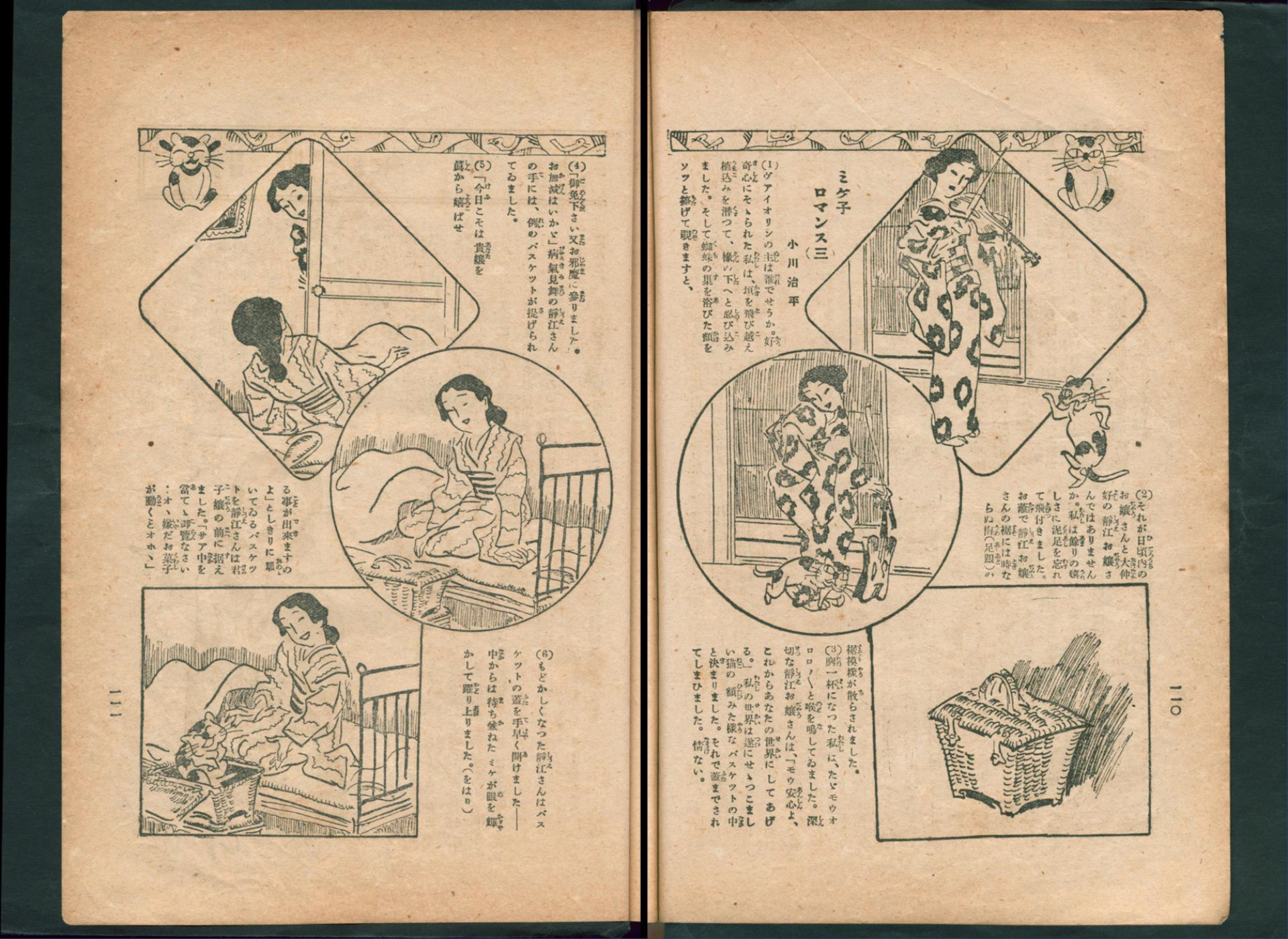
Il terzo capitolo di Mikeko Romance (ミケ子ロマンス) di Jihei Ogawa, nel numero di luglio 1920 di Shōjo Gahō.
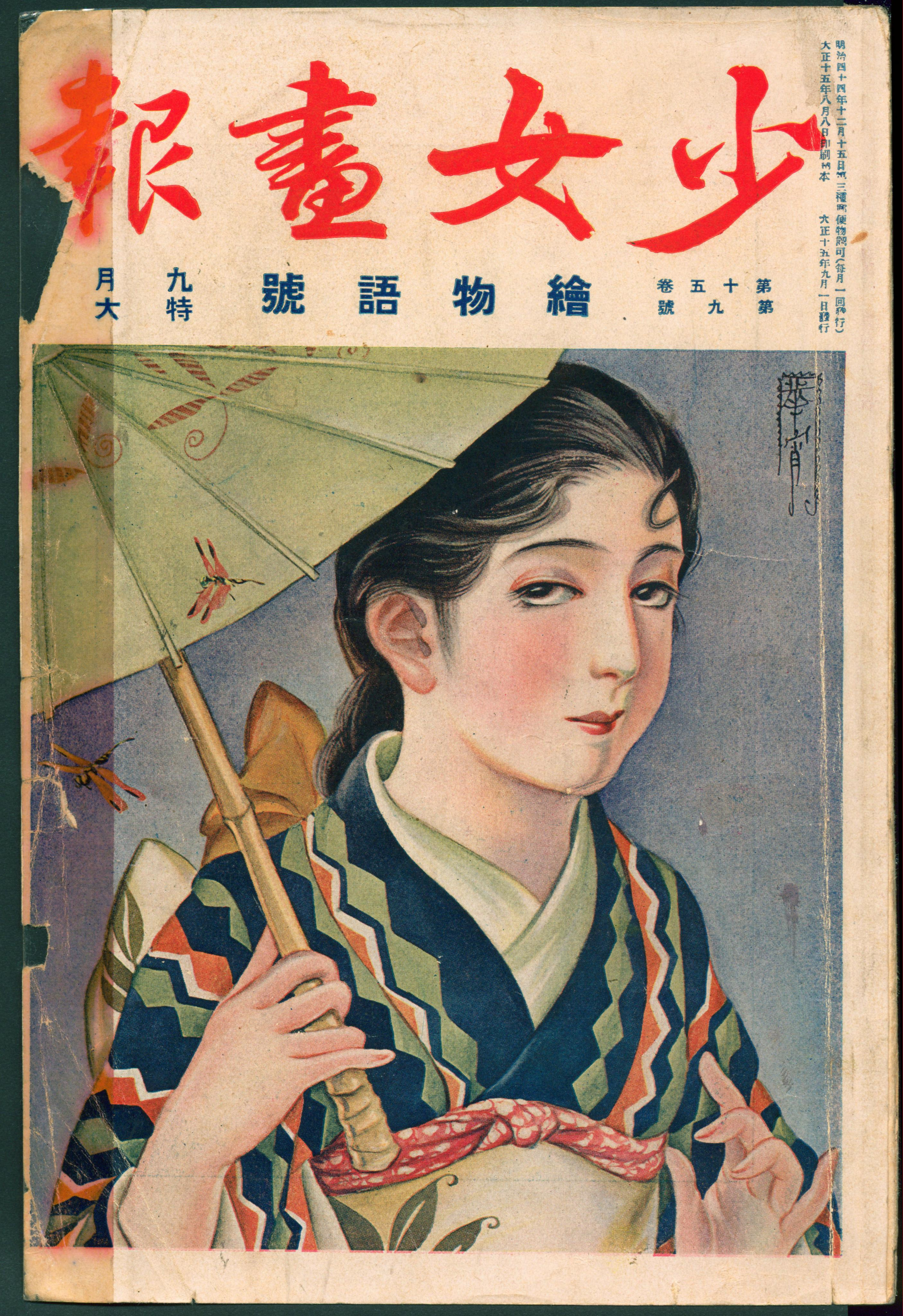
Copertina del numero di settembre 1926 di Shōjo Gahō, con disegni del pittore lirico Kashō Takabatake.
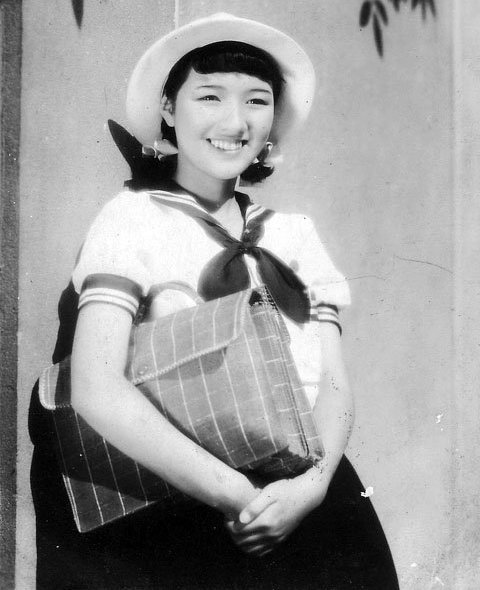
L'attrice Hideko Takamine, che ritrae uno shōjo archetipico che indossa un fuku da marinaio nel film del 1939 Hana Tsumi Nikki.
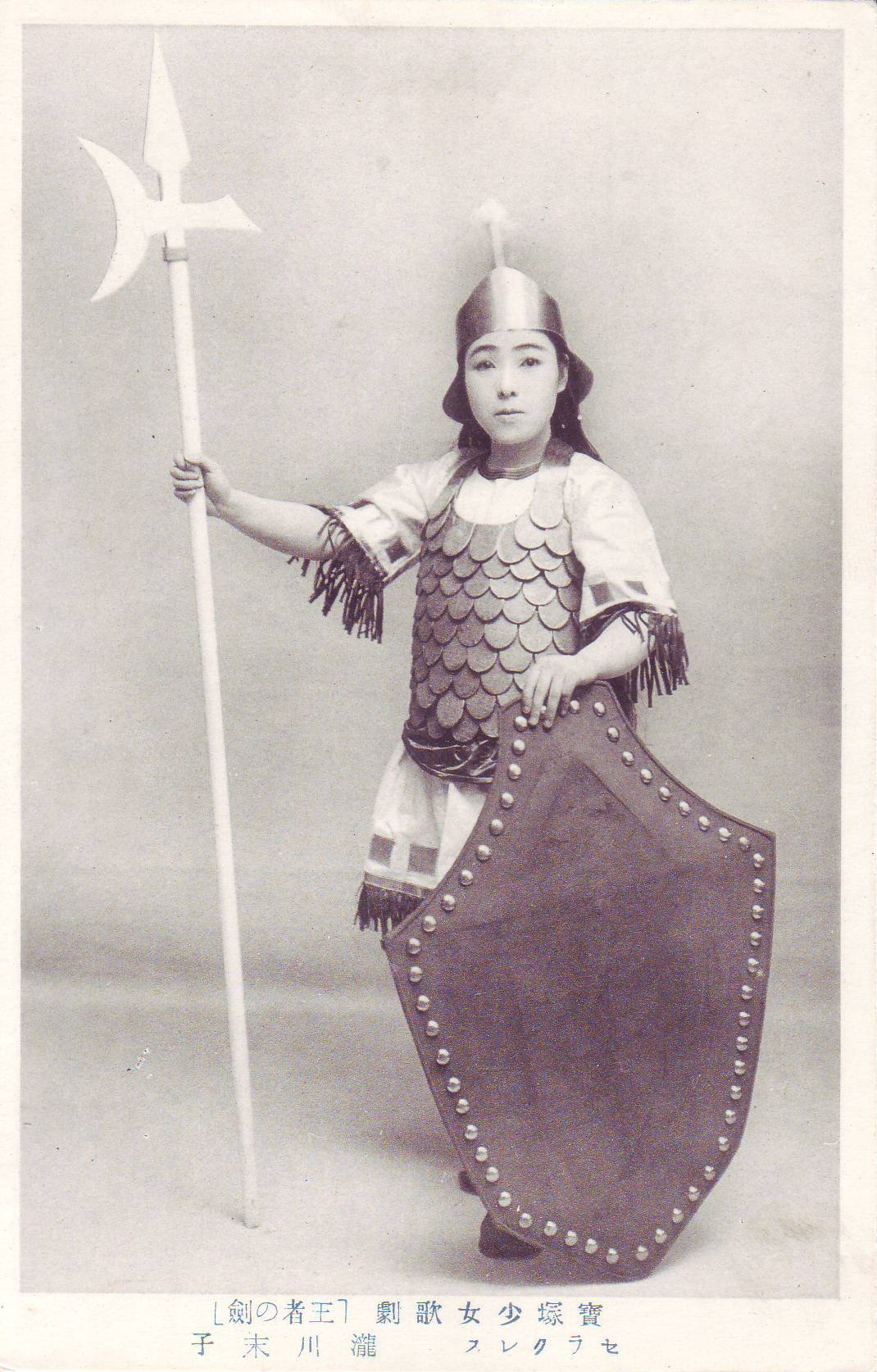
La narrativa di guerra Shōjo è emersa in tandem con la militarizzazione del Giappone negli anni '30, mentre l'enfasi sul travestitismo è venuta dalla popolarità delle attrici travestite della Takarazuka Revue (nella foto l'attrice Sueko Takigawa).
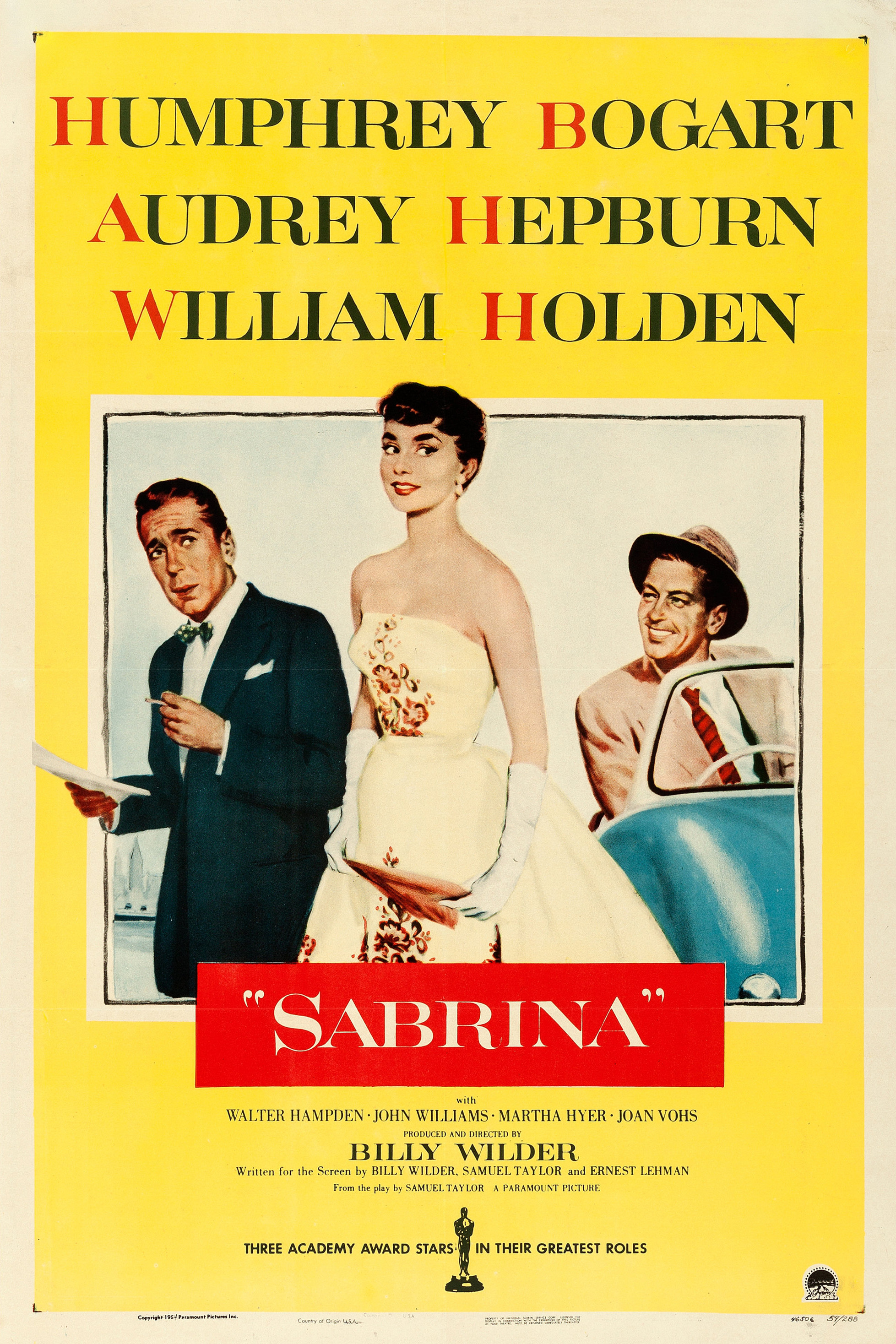
Il manga Shōjo degli anni '60 è stato influenzato dalle commedie romantiche americane, come Sabrina (1954), che è stato adattato in un manga nel 1963.
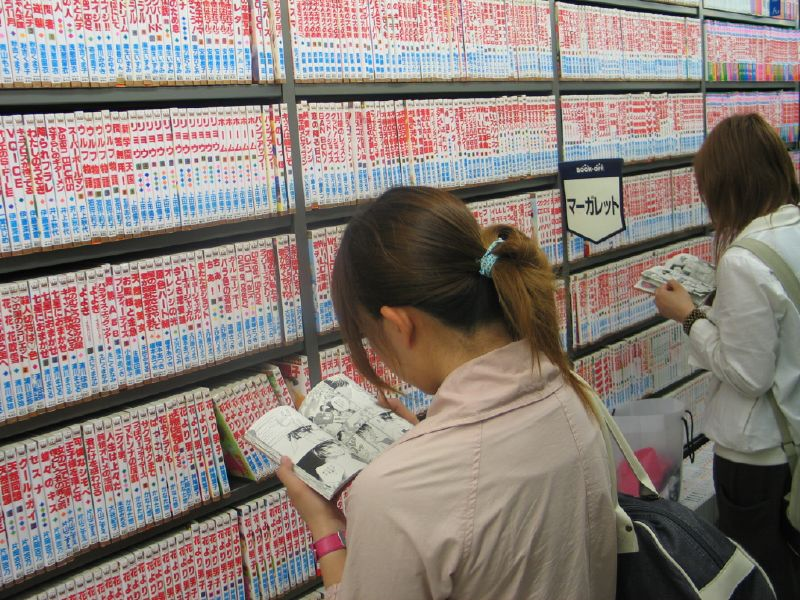
Scaffali di manga shōjo sotto il marchio Margaret Comics in una libreria a Tokyo nel 2004.
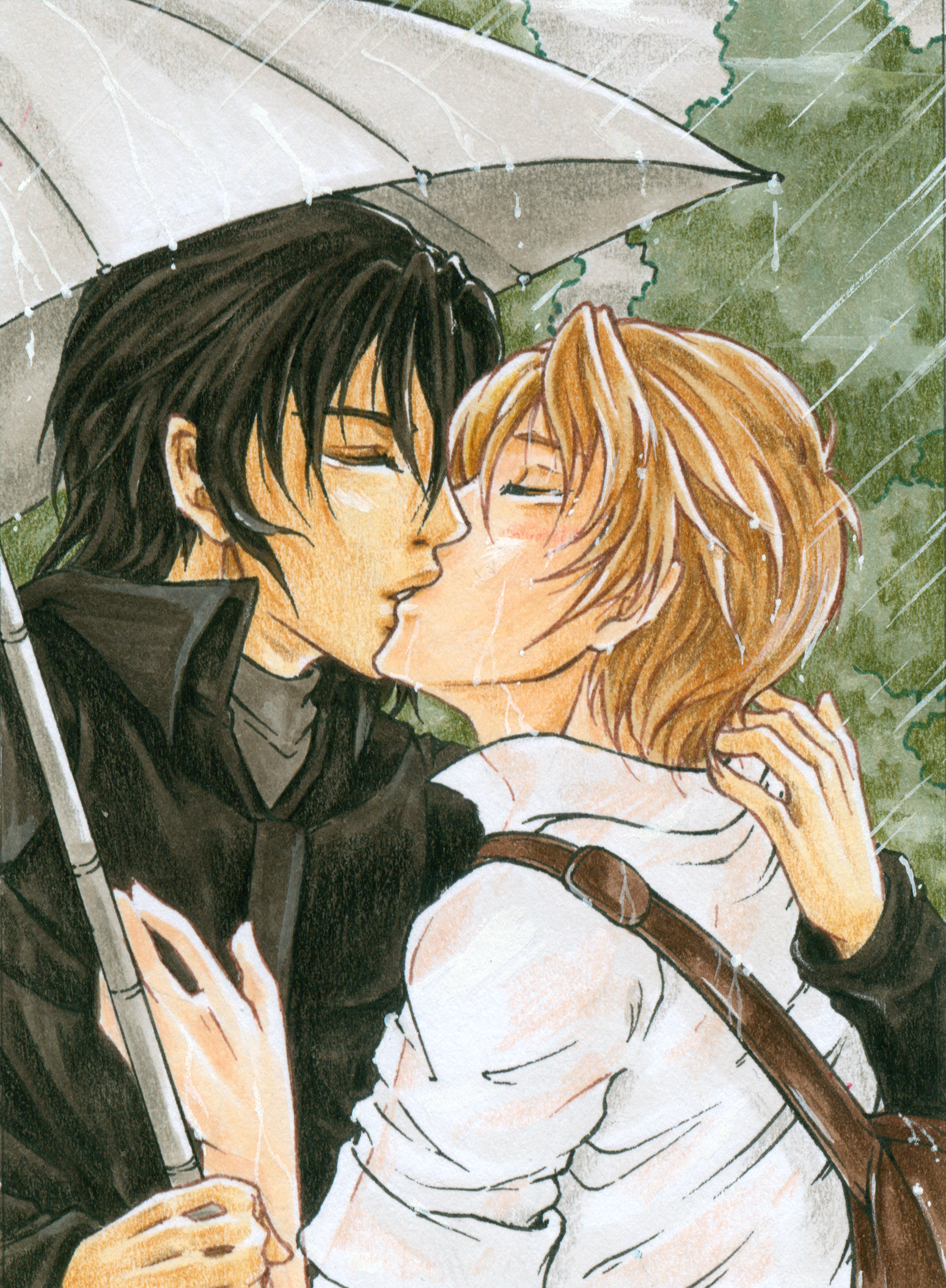
Il manga romantico male-male, indicato come yaoi o "amore dei ragazzi" ("boys' love" - BL), è un sottogenere significativo del manga shōjo.